# Seznam uherských žup (1881–1918)
Toto je seznam uherských žup, administrativních jednotek (komitátů neboli žup, maďarsky vármegye) Uherského království resp. Zalitavska ve stavu mezi posledními úpravami počátkem 80. let 19. století a rozpadem Rakouska-Uherska po první světové válce.
Toto historické správní členění je dnes nejvíce reflektováno v Maďarsku, kde je v podstatě zachováno, ale řada zbytků žup je sloučena. Rumunské celky z uherských zhruba vycházejí, ale některé župy zanikly rozdělením mezi okolní a hranice jsou místy výrazně upraveny. Chorvatské členění je drobnější a staré hranice nezohledňuje, v názvech žup je však jistá kontinuita. Na Slovensku přetrvávají tyto celky v paměti jen zčásti jako tradiční označení kulturních regionů.

## Seznam
Hlavní města jsou uvedena pod tehdejším úředním (tj. maďarským, případně chorvatským) názvem, v závorce je název současný (nebo český). Ve sloupci "dnešní stav" je nastíněna současná poloha území župy, přičemž dotyčné státy jsou uvedeny pod MPZ: A – Rakousko, H – Maďarsko, HR – Chorvatsko, PL – Polsko, RO – Rumunsko, SK – Slovensko, SLO – Slovinsko, SRB – Srbsko, UA – Ukrajina.
| název župy                      | název v češtině                    | znak | rozloha v km² | počet obyvatel (1910) | hlavní město                            | mapa | dnešní stav |
| ------------------------------- | ---------------------------------- | ---- | ------------- | --------------------- | --------------------------------------- | ---- | --- |
| Abaúj-Torna                     | Abovsko-turňanská                  |      | 3 317         | 202 288               | Kassa (Košice)                          |      | rozděleno mezi SK (Košice a okolí) a H (severní část župy Borsod-Abaúj-Zemplén)                                                                                            |
| Alsó-Fehér                      |                                    |      | 3 646         | 221 618               | Nagyenyed (Aiud)                        |      | RO (přibližně župa Alba) |
| Arad                            |                                    |      | 6 048         | 414 388               | Arad                                    |      | RO (zhruba župa Arad), okrajově H |
| Árva                            | Oravská                            |      | 2 019         | 78 700                | Alsókubin (Dolný Kubín)                 |      | převážně SK (region Orava), severovýchod v PL (Jablonka) |
| Bács-Bodrog                     | Bačsko-bodrožská                   |      | 10 362        | 812 385               | Zombor (Sombor)                         |      | převážně SRB (severozáp. Vojvodina), severozápad v H (součást župy Bács-Kiskun)                                                                                            |
| Baranya                         | Baraňská                           |      | 5 177         | 352 478               | Pécs                                    |      | převážně H (župa Baranya), jih v HR (SV část župy Osijek-Baranja) |
| Bars                            | Tekovská                           |      | 2 724         | 178 500               | Aranyosmarót (Zlaté Moravce)            |      | SK (zhruba okresy Zlaté Moravce, Žarnovica, Žiar nad Hronom, části okresů Levice a Partizánske, Vráble)                                                                    |
| Békés                           | Bekešská                           |      | 3 670         | 298 710               | Gyula                                   |      | H (zhruba župa Békés) |
| Bereg                           | Berežská                           |      | 3 786         | 236 611               | Beregszász (Berehovo)                   |      | UA (povodí Latorice, Mukačevo), JZ okraj v H (část župy Szabolcs-Szatmár-Bereg)                                                                                            |
| Beszterce-Naszód                | Bystrická                          |      | 4 333         | 127 800               | Beszterce (Bistrița)                    |      | RO (zhruba župa Bistrița-Năsăud) |
| Bihar                           | Bihárská                           |      | 10 657        | 646 301               | Nagyvárad (Oradea)                      |      | většina v RO (zhruba župa Bihor), západ v H (jižní část župy Hajdú-Bihar)                                                                                                  |
| Borsod                          | Boršodská                          |      | 3 629         | 289 900               | Miskolc                                 |      | H (západní část župy Borsod-Abaúj-Zemplén) |
| Brassó                          | Brašovská                          |      | 1 492         | 101 109               | Brassó (Brašov)                         |      | RO (východní část župy Brašov) |
| Csanád                          | Čanádská                           |      | 1 714         | 145 200               | Makó                                    |      | H (rozděleno mezi župy Csongrád-Csanád a Békés), okrajově RO |
| Csík                            | Čícká                              |      | 5 064         | 145 720               | Csíkszereda (Miercurea Ciuc)            |      | RO (větší část župy Harghita) |
| Csongrád                        | Čongrádská                         |      | 3 569         | 325 568               | Szentes                                 |      | H (větší část župy Csongrád-Csanád) |
| Esztergom                       | Ostřihomská                        |      | 1 077         | 90 800                | Esztergom (Ostřihom)                    |      | rozděleno mezi H (východní část župy Komárom-Esztergom) a SK (Štúrovo a okolí)                                                                                             |
| Fejér                           | Bílá (Stolnobělehradská)           |      | 4 129         | 250 670]              | Székesfehérvár (Stoličný Belehrad)      |      | H (zhruba župa Fejér) |
| Fogaras                         | Fogarašská                         |      | 2 444         | 95 174                | Fogaras (Fagaraš)                       |      | RO (západní část župy Brašov, JV okraj župy Sibiu) |
| Gömör és Kishont                | Gemersko-Malohontská               |      | 4 279         | 188 100               | Rimaszombat (Rimavská Sobota)           |      | SK (zhruba okresy Revúca, Rimavská Sobota, Rožňava, východní část okresu Brezno), okrajově H (Putnok)                                                                      |
| Győr                            | Rábská                             |      | 1 534         | 136 300               | Győr (Ráb)                              |      | H (východní část župy Győr-Moson-Sopron), okrajově SK (Čiližská Radvaň) |
| Hajdú                           | Hajducká                           |      | 3 343         | 253 900               | Debrecen (Debrecín)                     |      | H (větší část župy Hajdú-Bihar) |
| Háromszék                       | Třístoličná                        |      | 3 889         | 148 080               | Sepsiszentgyörgy (Sfântu Gheorghe)      |      | RO (zhruba župa Covasna) |
| Heves                           | Hevešská                           |      | 3 761         | 279 700               | Eger                                    |      | H (zhruba župa Heves) |
| Hont                            |                                    |      | 2 633         | 132 441               | Ipolyság (Šahy)                         |      | převážně SK (region Hont), JV okraj v H (sev. výběžek župy Pest, záp. okraj Nógrádu)                                                                                       |
| Hunyad                          |                                    |      | 7 809         | 340 135               | Déva (Deva)                             |      | RO (zhruba župa Hunedoara) |
| Jász-Nagykun-Szolnok            | Jasko-velkokumánsko-solnocká       |      | 5 251         | 374 000               | Szolnok                                 |      | H (zhruba župa Jász-Nagykun-Szolnok) |
| Kis-Küküllő                     |                                    |      | 1 724         | 116 091               | Dicsőszentmárton (Târnăveni)            |      | RO (na rozhraní žup Alba, Mureș a Sibiu) |
| Kolozs                          | Klužská                            |      | 5 006         | 286 687               | Kolozsvár (Kluž)                        |      | RO (většina župy Kluž, okrajové části žup Bistrița-Năsăud a Mureș) |
| Komárom                         | Komárenská                         |      | 2 834         | 201 800               | Komárom (Komárno)                       |      | rozděleno mezi SK (přibližně okres Komárno) a H (západní část župy Komárom-Esztergom)                                                                                      |
| Krassó-Szörény                  |                                    |      | 11 074        | 466 147               | Lugos (Lugoj)                           |      | RO (župa Caraș-Severin, vých. část župy Timiș, záp. výběžek župy Mehedinți)                                                                                                |
| Liptó                           | Liptovská                          |      | 2 246         | 86 906                | Liptószentmiklós (Liptovský Mikuláš)    |      | SK (okresy Liptovský Mikuláš, Ružomberok, záp. okraj okresu Poprad) |
| Máramaros                       | Marmarošská                        |      | 9 716         | 357 700               | Máramarossziget (Sighetu Marmației)     |      | rozděleno mezi UA (nejvýchodnější část Zakarpatské oblasti) a RO (severovýchod župy Maramureš)                                                                             |
| Maros-Torda                     |                                    |      | 4 203         | 219 589               | Marosvásárhely (Târgu Mureș)            |      | RO (většina župy Mureș) |
| Moson                           | Mošonská                           |      | 1 989         | 94 500                | Magyaróvár (dnes část Mosonmagyaróváru) |      | rozděleno mezi A (severovýchod Burgenlandu), H (sever župy Győr-Moson-Sopron a SK (jižní zázemí Bratislavy)                                                                |
| Nagy-Küküllő                    |                                    |      | 3 337         | 148 800               | Segesvár (Sighișoara)                   |      | RO (na rozhraní žup Brašov, Mureș a Sibiu) |
| Nógrád                          | Novohradská                        |      | 4 128         | 261 517               | Balassagyarmat                          |      | rozděleno mezi SK (okres Lučenec, většina okresu Poltár, východ okresu Veľký Krtíš) a H (zhruba župa Nógrád)                                                               |
| Nyitra                          | Nitranská                          |      | 5 519         | 457 455               | Nyitra (Nitra)                          |      | SK (povodí Nitry, Piešťany a okolí, severní Záhoří) |
| Pest-Pilis-Solt-Kiskun          | Pešťsko-pilišsko-šoltsko-kiskunská |      | 12 228        | 1 978 041             | Budapest (Budapešť)                     |      | H (Budapešť, většina župy Pest a Bács-Kiskun) |
| Pozsony                         | Prešpurská (Bratislavská)          |      | 4 370         | 389 750               | Pozsony (Bratislava)                    |      | SK (Bratislavský kraj, okresy Trnava, Galanta, většina okresu Dunajská Streda, část okresu Senica)                                                                         |
| Sáros                           | Šarišská                           |      | 3 652         | 174 620               | Eperjes (Prešov)                        |      | SK (region Šariš) |
| Somogy                          | Šomoďská                           |      | 6 675         | 365 961               | Kaposvár                                |      | H (zhruba župa Somogy) |
| Sopron                          | Šoproňská                          |      | 3 256         | 283 510               | Sopron (Šoproň)                         |      | rozděleno mezi A (střední Burgenland) a H (západní část župy Győr-Moson-Sopron)                                                                                            |
| Szabolcs                        | Sabolčská                          |      | 4 637         | 319 818               | Nyíregyháza                             |      | H (většina župy Szabolcs-Szatmár-Bereg, SZ okraj župy Hajdú-Bihar) |
| Szatmár                         | Satmarská                          |      | 6 287         | 396 632               | Nagykároly (Carei)                      |      | převážně RO (většina župy Satu Mare, záp. část župy Maramureš), SZ kout H (jihovýchod župy Szabolcs-Szatmár-Bereg)                                                         |
| Szeben                          | Sibiňská                           |      | 3 619         | 176 921               | Nagyszeben (Sibiu)                      |      | RO (většina župy Sibiu) |
| Szepes                          | Spišská                            |      | 3 654         | 172 867               | Lőcse (Levoča)                          |      | SK (region Spiš), SZ okraj v PL (tzv. Polská Spiš) |
| Szilágy                         |                                    |      | 3 815         | 230 140               | Zilah (Zalău)                           |      | RO (přibližně župa Sălaj) |
| Szolnok-Doboka                  | Solnocká                           |      | 4 786         | 251 936               | Dés (Dej)                               |      | RO (rozděleno mezi župy Kluž, Bistrița-Năsăud, Maramureš a Sălaj) |
| Temes                           | Temešská                           |      | 7 433         | 500 835               | Temesvár (Temešvár)                     |      | převážně RO (většina župy Timiș), jih v SRB (nejvýchodnější Vojvodina) |
| Tolna                           | Tolenská                           |      | 3 537         | 267 267               | Szekszárd                               |      | H (zhruba župa Tolna) |
| Torda-Aranyos                   |                                    |      | 3 514         | 174 375               | Torda (Turda)                           |      | RO (rozděleno mezi župy Alba, Kluž a Mureș) |
| Torontál                        |                                    |      | 10 016        | 615 151               | Nagybecskerek (Zrenjanin)               |      | většina v SRB (středovýchodní Vojvodina), SV část v RO (západ župy Timiș), nejsevernější okraj v H (jižní kout župy Csongrád)                                              |
| Trencsén                        | Trenčínská                         |      | 4 456         | 310 437               | Trencsén (Trenčín)                      |      | SK (Střední a Horní Pováží, Bánovce a okolí) |
| Turóc                           | Turčanská                          |      | 1 123         | 55 703                | Turócszentmárton (Martin)               |      | SK (okresy Martin a Turčianske Teplice) |
| Udvarhely                       |                                    |      | 2 938         | 124 173               | Székelyudvarhely (Odorheiu Secuiesc)    |      | RO (západní část župy Harghita) |
| Ugocsa                          | Ugočská                            |      | 1 213         | 91 755                | Nagyszőlős (Vynohradiv)                 |      | rozděleno mezi UA (větší část) a RO (sever župy Satu Mare) |
| Ung                             | Užská                              |      | 3 230         | 161 989               | Ungvár (Užhorod)                        |      | většina v UA (povodí Uhu), záp. část v SK (okres Sobrance, vých. polovina okresu Michalovce), nejjiž. okraj v H                                                            |
| Vas                             | Železná                            |      | 5 474         | 435 793               | Szombathely                             |      | převážně v H (župa Vas), SZ část v A (jižní Burgenland), JZ okraj ve SLO (většina Zámuří)                                                                                  |
| Veszprém                        | Vesprimská                         |      | 3 953         | 229 776               | Veszprém                                |      | H (přibližně župa Veszprém) |
| Zala                            | Zalanská                           |      | 5 995         | 466 333               | Zalaegerszeg                            |      | převážně v H (župa Zala, jih župy Veszprém), JV část v HR (Mezimuří), záp. okraj ve SLO (JV Zámuří)                                                                        |
| Zemplén                         | Zemplínská                         |      | 6 282         | 343 194               | Sátoraljaújhely                         |      | rozděleno mezi SK (okresy Humenné, Medzilaborce, Snina, Stropkov, Trebišov, většina okresu Vranov, záp. část okresu Michalovce) a H (vých. část župy Borsod-Abaúj-Zemplén) |
| Zólyom                          | Zvolenská                          |      | 2 634         | 133 653               | Besztercebánya (Banská Bystrica)        |      | SK (okresy Banská Bystrica, Detva, Zvolen, záp. část okresu Brezno) |
| Chorvatsko-Slavonsko            |                                    |      |               |                       |                                         |      | |
| Belovár-Kőrös Bjelovar-Križevci | Bělovarsko-križevecká              |      | 5 048         | 332 592               | Bjelovar                                |      | HR (rozděleno mezi župy Koprivnica-Križevci, Bjelovar-Bilogora a malé části Záhřebské a Virovitica-Podravina)                                                              |
| Lika-Korbava Lika-Krbava        | Licko-krbavská                     |      | 6 211         | 204 710               | Gospić                                  |      | HR (zhruba župa Lika-Senj a SV část Zadarské župy) |
| Modrus-Fiume Modruš-Rijeka      | Modrušsko-rijecká                  |      | 4 879         | 231 654               | Ogulin                                  |      | HR (většina Karlovacké župy a vých. část Primorje-Gorski Kotar) |
| Pozsega Požega                  | Požežská                           |      | 4 933         | 265 272               | Požega                                  |      | HR (přibližně území žup Požega-Slavonija a Brod-Posavina) |
| Szerém Srijem/Srem              | Sremská                            |      | 6 866         | 414 200               | Vukovar                                 |      | většina v SRB (JZ Vojvodina a SZ předmostí Bělehradu), záp. část v HR (zhruba Vukovarsko-sremská župa)                                                                     |
| Varasd Varaždin                 | Varaždínská                        |      | 2 521         | 307 010               | Varaždin                                |      | HR (zhruba Varaždinská župa) |
| Verőce Virovitica               | Virovitická                        |      | 4 867         | 272 430               | Osijek                                  |      | HR (přibližně Viroviticko-podrávská župa a většina župy Osijek-Baranja) |
| Zágráb Zagreb                   | Záhřebská                          |      | 7 210         | 594 052               | Záhřeb                                  |      | HR (Záhřeb a Záhřebská župa, dále zhruba župy Krapina-Zagorje, Sisak-Moslavina a SV okraj Karlovecké župy)                                                                 |